# Эвкалипт Смита
Эвкалипт Смита (лат. Eucalyptus smithii) — вечнозелёное дерево, вид рода Эвкалипт (Eucalyptus) семейства Миртовые (Myrtaceae).

## Распространение и экология
В природе ареал охватывает юго-восток Австралии — холмистые районы южной части центрального и северной части южного побережья Нового Южного Уэльса, а также северо-восточные районы штата Виктория. Чаще встречается на аллювиальных низменностях. Растёт быстро на аллювиальных и краснозёмных умеренно влажных почвах. За 17 лет деревья на наносной почве с значительным включением гальки достигли высоты в 25—29 м, при диаметре ствола 50—60 см.
При понижении температуры до -8 °C повреждаются листья и побеги, в зимы с кратковременными морозами в 11—12 °C отмерзает до корня, продолжительные морозы в 9—10 °C являются критическими.
Легко скрещивается с другими видами. Получены искусственные гибриды с Эвкалиптом прутовидным и установлены естественные гибриды с Eucalyptus globulus subsp. maidenii.

## Ботаническое описание
Дерево высотой до 50 м.
Кора в нижней части ствола грубая, глубоко бороздчатая, часто пропитана выделением кино; выше гладкая, белая, опадающая.
Молодые листья супротивные, в большом количестве пар, от сидячих до стеблеобъемлящих, узколанцетные, длиной 3—7 см, шириной 1,5—2 см, сизоватые. Промежуточные листья сидячие или черешковые, широколанцетные, длиной 18 см, шириной 3 см. Взрослые — очерёдные, черешковые, ланцетные, заострённые, тёмно-зелёные, иногда волнистые, длиной 10—16 см, шириной 1—2 см.
Зонтики пазушные, 5—9-цветковые; ножка зонтика сжатая, длиной 10—12 мм; бутоны на ножках, яйцевидные, остроконечные, длиной 6 мм и диаметром 4 мм; крышечка коническая, по длине равна трубке цветоложа; пыльники качающиеся, обратнояйцевидные, с выемкой на верхушке, открывающиеся параллельными щелями; железка шаровидная.
Плоды на ножках, яйцевидные, длиной 6 мм, диаметром 5—6 мм; диск маленький; створки широкие, загнутые.
На родине цветёт в январе — феврале; на Черноморском побережье Кавказа — в июне — октябре.

## Значение и применение
Древесина коричневая или серая, твёрдая, прочная.
Листья содержат эфирное эвкалиптовое масло (1,8 %), состоящее из цинеола (70%), пинена, эндесмола и парафина. В Новом Южном Уэльсе из листьев этого вида добывают масло для промышленных целей.

## Таксономия
Вид Эвкалипт Смита входит в род Эвкалипт (Eucalyptus) подсемейства Миртовые (Myrtoideae) семейства Миртовые (Myrtaceae) порядка Миртоцветные (Myrtales).
|  |                                      |  |                                                             |                                                             |                    |  | ещё 13 семейств (согласно Системе APG II) | ещё 13 семейств (согласно Системе APG II)    |                                              |  |  |  | ещё 130 родов       | ещё 130 родов      |  |  |
|  |                                      |  |                                                             |                                                             |                    |  | ещё 13 семейств (согласно Системе APG II) | ещё 13 семейств (согласно Системе APG II)    |                                              |  |  |  | ещё 130 родов       | ещё 130 родов      |  |  |
|  |                                      |  |                                                             | порядок Миртоцветные                                        |                    |  |                                           |                                              | подсемейство Миртовые                        |  |  |  |                     | вид Эвкалипт Смита |  |  |
|  |                                      |  |                                                             | порядок Миртоцветные                                        |                    |  |                                           |                                              | подсемейство Миртовые                        |  |  |  |                     | вид Эвкалипт Смита |  |  |
|  | отдел Цветковые, или Покрытосеменные |  |                                                             |                                                             | семейство Миртовые |  |                                           |                                              | род Эвкалипт                                 |  |  |  |                     |                    |  |  |
|  | отдел Цветковые, или Покрытосеменные |  |                                                             |                                                             |                    |  |                                           |                                              |                                              |  |  |  |                     |                    |  |  |
|  |                                      |  | ещё 44 порядка цветковых растений (согласно Системе APG II) | ещё 44 порядка цветковых растений (согласно Системе APG II) |                    |  |                                           | ещё 1 подсемейство (согласно Системе APG II) | ещё 1 подсемейство (согласно Системе APG II) |  |  |  | ещё более 700 видов |                    |  |  |
|  |                                      |  |                                                             | ещё 44 порядка цветковых растений (согласно Системе APG II) |                    |  |                                           |                                              | ещё 1 подсемейство (согласно Системе APG II) |  |  |  |                     |                    |  |  |